# Okręg wyborczy nr 78 do Sejmu Polskiej Rzeczypospolitej Ludowej (1989–1991)
Okręg wyborczy nr 78 do Sejmu Polskiej Rzeczypospolitej Ludowej (1989–1991) obejmował Poznań-Nowe Miasto i Poznań-Wildę oraz gminy Czerniejewo, Dominowo, Gniezno, Gniezno (gmina wiejska), Kołaczkowo, Kostrzyn, Łubowo, Miłosław, Nekla, Niechanowo, Pobiedziska, Swarzędz, Środa Wielkopolska i Września (województwo poznańskie). W ówczesnym kształcie został utworzony w 1989. Wybieranych było w nim 5 posłów w systemie większościowym.
Siedzibą okręgowej komisji wyborczej był Poznań-Nowe Miasto.

## Wybory parlamentarne 1989

### Mandat nr 298 –Stronnictwo Demokratyczne
| Kandydat | I tura | I tura | II tura | II tura |
| Kandydat | Głosów | %      | Głosów  | %       |
| --- | ------ | ------ | ------- | ------- |
| Tadeusz Dziuba                                                                                                  | 59 146 | 36,90  | 75 963  | 69,06   |
| Alojzy Bryl | 13 197 | 8,23   | 26 836  | 24,40   |
| Tadeusz Ratajczak                                                                                               | 12 754 | 7,96   | —       | —       |
| Jerzy Bartnik                                                                                                   | 12 426 | 7,75   | —       | —       |
| Grzegorz Grabski                                                                                                | 12 269 | 7,65   | —       | —       |
| Andrzej Gałęzewski                                                                                              | 6323   | 3,95   | —       | —       |
| Jerzy Sabiniewicz                                                                                               | 5863   | 3,66   | —       | —       |
| Liczba głosów ważnych: 160 275 (I tura) • 109 990 (II tura) Źródło: Państwowa Komisja Wyborcza I tura i II tura |        |        |         |         |

### Mandat nr 299 –Polska Zjednoczona Partia Robotnicza
| Kandydat | I tura | I tura | II tura | II tura |
| Kandydat | Głosów | %      | Głosów  | %       |
| --- | ------ | ------ | ------- | ------- |
| Marek Pol | 32 953 | 19,95  | 46 723  | 42,57   |
| Jacek Jarząbek                                                                                                  | 19 286 | 11,68  | 28 109  | 25,61   |
| Ryszard Witkowski                                                                                               | 17 916 | 10,85  | —       | —       |
| Wojciech Kaczmarek                                                                                              | 13 434 | 8,13   | —       | —       |
| Waldemar Kukorowski                                                                                             | 7614   | 4,61   | —       | —       |
| Liczba głosów ważnych: 165 177 (I tura) • 109 749 (II tura) Źródło: Państwowa Komisja Wyborcza I tura i II tura |        |        |         |         |

### Mandat nr 300 –Stowarzyszenie „Pax”
| Kandydat | I tura | I tura | II tura | II tura |
| Kandydat | Głosów | %      | Głosów  | %       |
| --- | ------ | ------ | ------- | ------- |
| Alfred Wawrzyniak                                                                                               | 50 443 | 28,52  | 39 977  | 36,56   |
| Bogusław Bardziejewski                                                                                          | 41 601 | 23,52  | 29 222  | 26,72   |
| Liczba głosów ważnych: 176 877 (I tura) • 109 348 (II tura) Źródło: Państwowa Komisja Wyborcza I tura i II tura |        |        |         |         |

### Mandat nr 301 –Polska Zjednoczona Partia Robotnicza
| Kandydat | I tura | I tura | II tura | II tura |
| Kandydat | Głosów | %      | Głosów  | %       |
| --- | ------ | ------ | ------- | ------- |
| Kazimierz Bałęczny                                                                                              | 23 195 | 14,27  | 35 216  | 31,94   |
| Bożenna Urbańska                                                                                                | 21 562 | 13,27  | 39 957  | 36,24   |
| Marek Lis | 17 078 | 10,51  | —       | —       |
| Kazimierz Wiącek                                                                                                | 10 600 | 6,52   | —       | —       |
| Piotr Nowak | 9006   | 5,54   | —       | —       |
| Marian Roszak                                                                                                   | 8793   | 5,41   | —       | —       |
| Liczba głosów ważnych: 162 505 (I tura) • 110 244 (II tura) Źródło: Państwowa Komisja Wyborcza I tura i II tura |        |        |         |         |

### Mandat nr 302 – bezpartyjny
| Kandydat                                                          | Głosów  | %     |
| ----------------------------------------------------------------- | ------- | ----- |
| Paweł Łączkowski                                                  | 122 447 | 69,83 |
| Maria Wichniewicz                                                 | 14 394  | 8,21  |
| Anatol Sakowicz                                                   | 13 876  | 7,91  |
| Józef Waligóra                                                    | 9057    | 5,16  |
| Józef Mirosław                                                    | 5250    | 2,99  |
| Liczba głosów ważnych: 175 357 Źródło: Państwowa Komisja Wyborcza |         |       |